# Język boikin
Język boikin (a. boiken), także: nucum, yangoru (a. yengoru) – język sepicki używany w prowincji Sepik Wschodni w Papui-Nowej Gwinei, przez grupę ludności w dystrykcie Yangoru. Według danych z 2003 roku posługuje się nim nieco ponad 31 tys. osób.
W użyciu jest także język tok pisin. Znaczną część populacji stanowią jednak osoby jednojęzyczne.
Próbowano go wykorzystać jako lingua franca w działalności misjonarskiej, ale nie przyjął się w tej roli.
Jest zapisywany alfabetem łacińskim.